# Fundación Sierra Pambley
La Fundación Sierra Pambley fue creada el 21 de abril de 1887 por Francisco Fernández-Blanco de Sierra-Pambley, siendo su consejero en todo lo relativo a los aspectos legales de la fundación Gumersindo de Azcárate, su amigo de toda la vida, una fundación que daría cobertura a la primera escuela, Escuela de Enseñanza Mercantil y Agrícola de Villablino, constituida el año anterior, 1886,  pasando esta escuela a constituirse como Fundación benéfico-docente.
Son nombrados patronos de la Fundación, en unión del fundador, Gumersindo de Azcárate y Manuel B. Cossío, habiendo sido este último llamado en consulta, junto a Francisco Giner de los Ríos, para asesoramiento en todo lo concerniente a los aspectos pedagógicos y educativos, lo que vincula esta iniciativa personal con los principios de la Institución Libre de Enseñanza.

En los actos jurídicos se dispone, junto a los bienes muebles e inmuebles que quedaban asignados a la Fundación para el sostenimiento de la escuela, que el Patronato debería tener siempre designada la persona que había de sustituir a cualquiera de ellos en caso de muerte, renuncia o incapacitación, siendo aprobada la Fundación y reconociéndose personalidad jurídica al Patronato, por Real Orden del 11 de enero de 1888, que lleva al pie la firma del entonces Ministro de Fomento don Carlos Navarro Rodrigo.
Diez años más tarde, el 11 de mayo de 1907, se unen con la de Villablino cuatro escuelas de nueva creación, una en Hospital de Orbigo de ampliación de instrucción primaria y de agricultura, una escuela industrial de obreros, en León, con una sección de ampliación de instrucción primaria para niños, y dos escuelas de ampliación de instrucción primaria, respectivamente, en Villameca y en Moreruela de Tábara, esta última en la provincia de Zamora, en una misma Fundación con el mismo nombre, «Sierra Pambley», y dirigida por un Patronato compuesto de los mismos antiguos patronos designados en 1877, más dos nuevos: Germán Flórez, leonés, profesor de la Institución Libre de Enseñanza, y Juan Flórez Posada, leonés también, sobrino del Fundador y Director de la Escuela Central de Ingenieros Industriales de Madrid, siendo todo ello refrendado por escritura pública otorgada ante notario de Madrid el 11 de mayo de 1907.

## Historia
Tuvo su origen en la reunión mantenida en Villablino (León), en el invierno de 1885, por Francisco Fernández-Blanco de Sierra-Pambley con los prestigiosos institucionistas Gumersindo de Azcárate, Francisco Giner de los Ríos y Manuel Bartolomé Cossío.
La Fundación se rigió desde sus inicios y hasta 1936 por un Patronato del que fueron presidentes el propio Francisco Fernández-Blanco de Sierra-Pambley, Gumersindo de Azcárate, Manuel Bartolomé Cossío y José Manuel Pedregal y Sánchez Calvo.
El 28 de agosto de 1936, el gobernador civil de León, en nombre de las autoridades, ordena la confiscación de todos los bienes de la Fundación y el nombramiento de un nuevo Patronato, que recae, provisionalmente, en la Comisión Gestora de la Diputación Provincial de León. En los primeros días del nuevo régimen es fusilado Nicóstrato Vela, director de la Granja-Escuela del Monte San Isidro, y Pío Álvarez, responsable de la Biblioteca de Azcárate. El resto del personal de la Fundación, incluido el personal docente, fue investigado y depurado. En 1938, el Ministerio de Educación Nacional nombra un nuevo Patronato presidido por el obispo de León.
Será en 1979 cuando se recupere la idea fundacional con un Patronato formado por personas afines a la Institución Libre de Enseñanza, bajo la Presidencia de Justino de Azcárate y Flórez.

## Composición
La Fundación desarrolla sus actividades de acuerdo a lo establecido por su patronato, debiendo readaptar sus espacios educativos, ante el desarrollo de la enseñanza oficial, realizado importantes procesos de renovación orientados, entre otros, a la conservación y difusión de su patrimonio así como a la creación de nuevas enseñanzas para cumplir los fines fundacionales, todo ello enmarcado en una intensa actividad cultural que se desarrolla en diferentes espacios.

### Biblioteca Azcárate

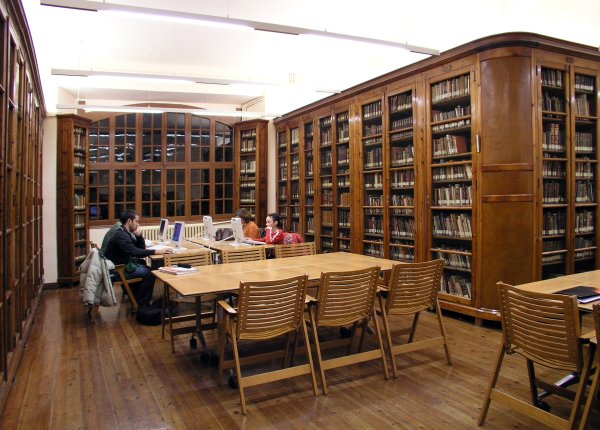
Biblioteca Azcárate

La Biblioteca Azcárate está constituida por obras pertenecientes en su mayor parte a los siglos XVIII y XIX. La Biblioteca dispone de un valioso fondo antiguo, que recoge todas las obras publicadas con anterioridad a 1835 y que desde 2005 forma parte del Catálogo Colectivo del Patrimonio Bibliográfico, elaborado por el Ministerio de Cultura.
En la actualidad está inmersa en el proceso de informatización de sus fondos y permanece abierta a investigadores y público en general, ofreciendo un servicio gratuito de acceso a Internet (con 4 equipos de sobremesa y cobertura WiFi de libre acceso). Mantiene también un programa de actos públicos, tanto de organización propia como en colaboración con otras asociaciones y entidades.

### Archivo de la Fundación Sierra-Pambley
El Archivo de la Fundación Sierra Pambley está formado por dos fondos, el Fondo familiar Fernández-Blanco Sierra-Pambley y el Fondo fundacional.
El primero es un fondo de carácter histórico que recoge la documentación generada por la familia del Fundador en el ejercicio de sus actividades tanto públicas como privadas. La mayor parte del mismo abarca los siglos XVIII y XIX.
El Fondo fundacional recoge la documentación producida por la Fundación desde 1886 en adelante. Está formado por documentación histórica, intermedia y administrativa. En la actualidad, se está procediendo al inventariado informatizado de dichos fondos y se presta servicio de consulta en sala.

### Museo Sierra Pambley

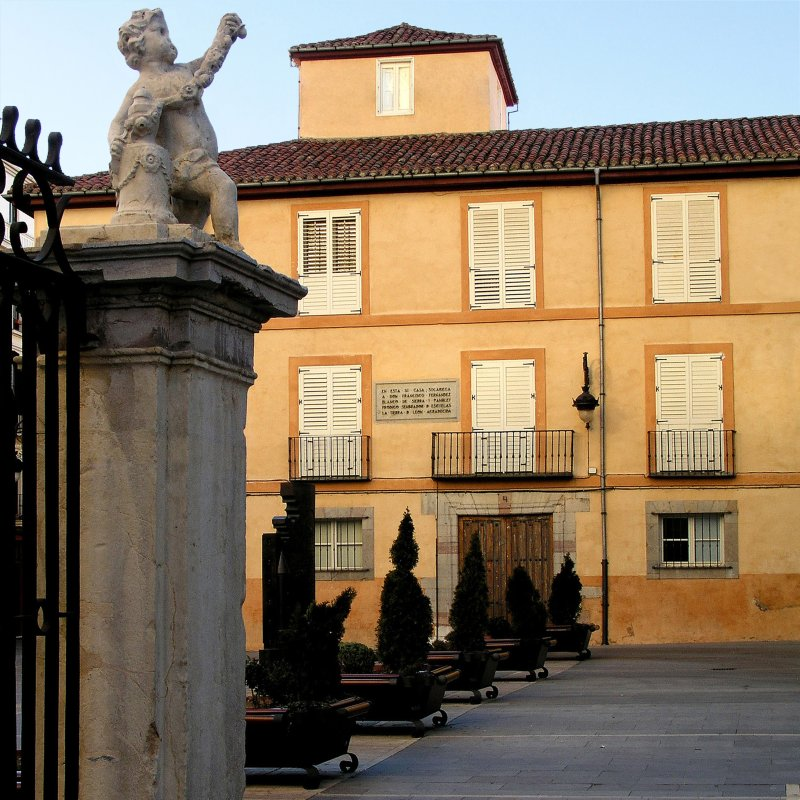
Museo Sierra Pambley

El Museo Sierra Pambley muestra, por una parte, la vida, los gustos y la concepción de la casa de una familia ilustrada del siglo XIX, y por otra, la actividad pedagógica de la Fundación. Está dividido en dos partes, claramente diferenciadas:
- La casa propiamente dicha, construida en 1848 por Segundo Sierra-Pambley, y que conserva todo el ajuar con que se amuebló y equipó: papeles pintados y moquetas, muebles, tejidos, vajillas inglesas y de Sargadelos, y algunas de las piezas más antiguas de la platería civil de la zona, además de novedades aportadas por la industrialización (mejoras en la iluminación y calefacción, nuevos materiales como la gutapercha, los muelles, etc.)

- La sala Cossío, destinada a mostrar la obra docente de la Fundación Sierra-Pambley que propugnaba el método educativo de los responsables de la Institución Libre de Enseñanza, creada por Francisco Fernández Blanco de Sierra-Pambley bajo los auspicios de F. Giner de los Ríos, Gumersindo de Azcárate y M. B. Cossío. La historia de la Fundación se relata a través de documentos procedentes de su riquísimo archivo, fotografías, materiales educativos y trabajos de los alumnos de las escuelas primarias, y de las de agricultura, industrias lácteas, carpintería y forja.

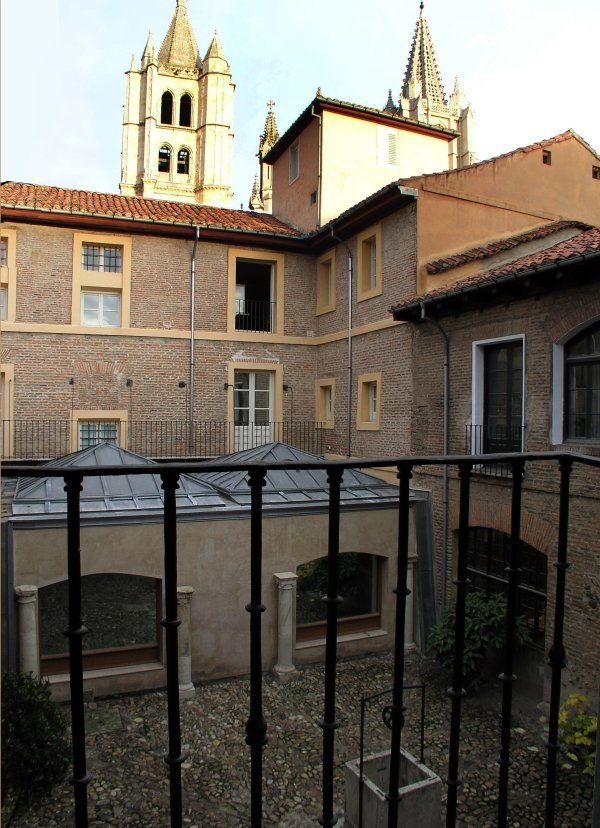
Patio interior de la Fundación Sierra Pambley con la Catedral de León al fondo

### Colegio Sierra Pambley
El Colegio Sierra Pambley en Hospital de Órbigo (León), de acuerdo a un convenio de colaboración firmado entre la Fundación y la Cooperativa «Helios 82», desde 1982 imparte enseñanzas regladas y no regladas a todos los niveles, de educación infantil, primaria, secundaria, formación profesional, educación para adultos, etcétera.
Sus programas de Formación Ocupacional tienen como beneficiarios a personas de todos los sectores, en situación de desempleo, mujeres, discapcitados y otros sectores vulnerables.
También dispone de un amplio programa de actividades de medio ambiente y ocio y tiempo libre para todas las edades, colaborando la Fundación, igualmente, con el Centro de Desarrollo Rural «El Villar», situado también en Hospital de Órbigo, para llevar a cabo todo tipo de actividades relacionadas con el desarrollo rural en la comarca del Órbigo.

### Sede de Villablino
La Fundación cuenta en esta localidad del norte de León con una serie de edificios como «Las Escuelas», «La Casa Colonias-Guardería» y la Casa materna del Fundador, donde lleva a cabo actividades de tipo cultural y educativo.
Este local también sirve de guardería municipal y albergue de verano para los alumnos del Colegio Estudio (ILE) de Madrid, llevándose también a cabo en esta sede otra serie de actividades:
- «Cursos de verano» en colaboración con el Ayuntamiento de la localidad, la Universidad Carlos III y la Universidad de León.
- «Máster de Lingüística Aplicada, Traducción y Alfabetización», organizado por Proel (Promotora Española de Lingüística) y SIL (Summer Institute of Linguistics), junto con la Fundación Sierra–Pambley, contando con la supervisión y colaboración de la Universidad de León.

### Enseñanza de español
Desde enero de 2007 la Fundación Sierra-Pambley desarrolla, además, un programa de enseñanza de español para inmigrantes, dirigido por Salvador Gutiérrez Ordóñez (miembro de la Real Academia Española y catedrático de Lingüística General de la Universidad de León), que tiene como objetivo principal ayudar a uno de los colectivos más desfavorecidos de la sociedad actual. A través de ello, se pretende no solo dotarles de una adecuada competencia comunicativa sino también de las herramientas necesarias para que se conviertan en ciudadanos de pleno de derecho.